# Alfred Schulz (Politiker)

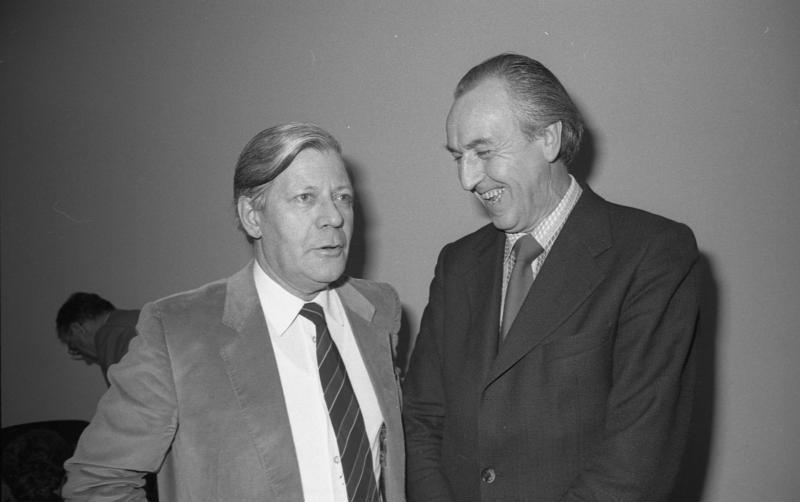
Alfred Schulz mit Helmut Schmidt 1978

Alfred Schulz (* 23. Dezember 1928 in Altona; † 25. Juli 2011) war ein deutscher Politiker (SPD).

## Leben und Beruf
Nach dem Abitur 1948 in Hamburg-Altona absolvierte Schulz ein Lehramtsstudium der Geschichte und Germanistik an der Universität Hamburg. 1954 trat er als Lehrer in den Schuldienst des Landes Schleswig-Holstein ein und unterrichtete zuletzt am Otto-Hahn-Gymnasium von Geesthacht.
Alfred Schulz war verheiratet und hat drei Kinder.

## Politik
Schulz trat 1952 in die SPD ein. Er war von 1968 bis 1980 Vorsitzender des SPD-Kreisverbandes Stormarn und gehörte von 1969 bis 1973 dem SPD-Landesvorstand von Schleswig-Holstein an.
Von 1966 bis 1978 gehörte Schulz der Stadtverordnetenversammlung von Reinbek an, wo er von 1970 bis 1974 Bürgervorsteher war. Daneben war er von 1966 bis 1971 Abgeordneter im Kreistag des Kreises Stormarn. Von 1971 bis 1992 war Schulz Mitglied des Landtages von Schleswig-Holstein. Dort war er von 1980 bis 1988 Vorsitzender des Ausschusses für Kultur, Jugend und Sport. In der konstituierenden Sitzung des 11. schleswig-holsteinischen Landtages am 2. Oktober 1987 wurde er von der SPD-Fraktion für das Amt des Landtagsvizepräsidenten vorgeschlagen, konnte jedoch in zwei Wahlgängen keine Mehrheit erreichen. 1988 wurde Schulz zum Zweiten Landtagsvizepräsidenten gewählt (bis 1992). Alfred Schulz ist 1988 als direkt gewählter Abgeordneter des Wahlkreises Reinbek und davor stets über die Landesliste in den Landtag eingezogen.

## Auszeichnungen
- Freiherr-vom-Stein-Medaille des Landes Schleswig-Holstein
- 2010: Bugenhagenmedaille der Nordelbischen Evangelisch-Lutherischen Kirche
- 2010: Olof-Palme-Friedenspreis der SPD Stormarn